# 金沙傈僳族乡
金沙傈僳族乡，是中华人民共和国四川省凉山彝族自治州德昌县下辖的一个乡镇级行政单位。

## 行政区划
金沙傈僳族乡下辖以下地区：
观音堂村、王家坪村和上黄竹村。